# Carnivore (zespół muzyczny)
Carnivore – amerykańska grupa muzyczna wykonująca thrash metal powstała w Nowym Jorku w 1982 roku. Zespół powstał z inicjatywy Petera Steele'a, członka nieistniejącego już w owym czasie zespołu heavymetalowego Fallout i późniejszego założyciela Type O Negative.

## Muzycy

### Ostatni skład zespołu
- Peter Steele (zmarły) – gitara basowa, śpiew
- Steve Tobin – perkusja
- Joey Z – gitara
- Paul Bento – gitara

### Byli członkowie zespołu
- Louie Beato – perkusja
- Larry – gitara
- Stan Pillis – gitara
- Keith Alexander (zmarły) – gitara
- Enrico – śpiew
- Mr. Marc – gitara

## Historia
Zespół Carnivore został założony w 1982 przez Petera Steela, po rozpadzie jego poprzedniego zespołu Fallout. Współtwórcami zespołu są Louie Beateaux i Keith Alexander.
Wnieśli na ówczesną scenę muzyczną charakterystyczny styl postnuklearnych i agresywnych dźwięków, który podkreślali niekonwencjonalnym wyglądem.
Przed wydaniem pierwszej płyty, grupa dała wiele efektownych ale i kontrowersyjnych koncertów. Jej członkowie obrzucali tłum widzów, w większości składający się z fanów metalu zwierzęcymi wnętrznościami i krwią.
Pierwszy album zespołu zatytułowany Carnivore (inaczej „self-titled” – tytuł płyty to równocześnie nazwa zespołu) został wydany w 1985 roku przez wytwórnię Silver Records. Jego motywem przewodnim stała się zapowiedź nuklearnej zagłady.
Carnivore w roku 1987 wydał drugi album pt. Retaliation oraz przyjął na miejsce Keitha Alexandra nowego gitarzystę, Marca Piovanetiego.
Płyta Retaliation utrzymana została w podobnej stylistyce, co debiutancki album Carnivore. Znalazło się na nim wiele utworów, noszących znamiona rasizmu i agresji, szybkich i emocjonalnych.
W roku 1990, niedługo po październikowym koncercie w L'Amour na Brooklynie w Nowym Jorku, na którym wokalista i założyciel zespołu Peter Steele założył koszulkę grupy z logo jeszcze nieistniejącego Type O Negative, Carnivore uległ rozpadowi. Według Petera Steela przyczyną rozpadu był nowy gitarzysta Mark Piovaneti, który odszedł ze składu. Za namową Sala Abruscato, przyjaciela Steela powstał zespół Subzero (Sub-Zero, Subzero, Sub Zero).
W roku 1994 ukazał się bootleg – Live, Rare And Hard wydany przez Daniel Records z Niemiec, w limitowanej serii 300 egzemplarzy. Oprócz nagrań piosenek Type O Negative, album zawierał także 5 utworów Carnivore na żywo z koncertu w Rock City w Warwick z 31 sierpnia 1989 roku. Są to piosenki Carnivore, Cry Wolf (która jest coverem piosenki zespołu Witchkiller), God Is Dead, Male Supremacy oraz World War III + IV (inaczej World Wars III and IV).
W 2001 roku wytwórnia Roadrunner Records wydała reedycje obu albumów Carnivore. Wydania zostały poszerzone o nagrania demo oraz jeden nowy utwór Subhuman.
W 2006 roku zespół reaktywował się po raz kolejny. 4 sierpnia wystąpił na festiwalu Wacken Open Air oraz odbył trasę koncertową po Stanach Zjednoczonych. Jednocześnie Peter Steele zapowiedział nowy album oraz kolejne tournée, które miałoby się odbyć na przełomie 2008–2009.

## Dyskografia

### Albumy
- Carnivore (1985)
- Retaliation (1987)

### Demo
- Nuclear Warriors (1984)
- U.S.A. for U.S.A. (1986)